# سن تلمو (کشتی)
سن تلمو (کشتی) (به انگلیسی: San Telmo (ship)) یک کشتی است که طول آن ۵۳ متر (۱۷۴ فوت) می‌باشد. این کشتی در سال ۱۷۸۸ ساخته شد.